# Elecciones generales de Saba de 2003
Elecciones generales tuvieron lugar en Saba en 2003. El resultado fue una estrecha victoria para el Movimiento Popular de las Islas de Barlovento, el cual ganó tres de los cinco escaños en el Consejo de la Isla.

## Resultados
| Partido                                       | Votos | %     | Escaños | +/–   |
| --------------------------------------------- | ----- | ----- | ------- | ----- |
| Movimiento Popular de las Islas de Barlovento | 298   | 47.30 | 3       | -1    |
| Partido Democrático Unido de Saba             | 232   | 36.83 | 2       | Nuevo |
| Partido Laborista de Saba                     | 100   | 15.87 | 0       | -1    |
| Votos en blanco/nulos                         |       |       | –       | –     |
| Total                                         | 630   | 100   | 5       | 0     |
| Electores registrados/participación           |       | 89.11 | –       | –     |
| Fuente: sabatourism.com                       |       |       |         |       |